# Cheirostylis sherriffii
Cheirostylis sherriffii är en orkidéart som beskrevs av Nicholas Pearce och Phillip James Cribb. Cheirostylis sherriffii ingår i släktet Cheirostylis och familjen orkidéer. Inga underarter finns listade i Catalogue of Life.